# Gossypium trilobum
Gossypium trilobum är en malvaväxtart som först beskrevs av Sesse, Amp; Moc. och Dc., och fick sitt nu gällande namn av Skovsted. Gossypium trilobum ingår i släktet bomull, och familjen malvaväxter. Inga underarter finns listade i Catalogue of Life.